# Akita Inu
El Akita inu (秋田犬 perro de Akita?), también llamado akita japonés o simplemente akita (秋田?), es una raza de perro originaria de Japón, donde se considera tesoro nacional. Se conoce la raza por ese nombre, ya que proviene de la prefectura de Akita, situada en el norte de Japón. Inicialmente, el akita fue un perro de caza mayor. Durante generaciones, los guerreros de Japón lo empleaban como perro de defensa, de ataque y, a su vez, para cazar osos. No debemos confundirlo con su variante americana de mayor tamaño, ya que son razas muy diferentes.
En España está incluido en la lista de perros potencialmente peligrosos por real decreto.

## Introducción
Existe constancia de la aparición del Akita inu como raza pura desde hace más de 3.000 años, aunque debido al aislamiento de su pueblo natal, su historia es un gran interrogante. El Akita inu ha recibido varios nombres a lo largo de la historia; según la función que desempeñara sería Matagi-inu (perro de caza), Kurae-inu (perro de guerra) y Odate-inu (perro de providencia).
Esta raza era utilizada para la caza de osos, pues era de tamaño mediano. Sin embargo, a partir de 1603 empezó a ser utilizado como perro de pelea, y, buscando una raza más grande y agresiva, se cruzó al Akita inu con el Tosa Inu o el mastín inglés lo que hizo que la raza pura del Akita inu peligrara y desaparecieran de ella muchas de las características de los perros tipo Spitz.
En 1908, se prohibieron las peleas de perros, y fue entonces cuando la raza fue preservada y pudo prosperar y desarrollarse como una gran raza japonesa. Posteriormente, en 1927, el comandante de Odate creó una sociedad de preservación del Akita inu.
El akita es considerado el perro nacional de Japón, y en 1931 fue designado monumento nacional. Durante la Segunda Guerra Mundial la policía ordenó que capturaran a todos los perros excepto el pastor alemán. La piel del akita fue utilizada para confeccionar ropa militar, y su carne como alimento. Para proteger la raza, algunos akitas fueron enviados a regiones pequeñas, donde los agricultores fingían tenerlos como perros de guardia, y otros, fueron cruzados con pastores alemanes. El número de akitas se redujo peligrosamente, y se dieron tres tipos diferentes: los Matagi Akita, los akitas de pelea y los pastores akitas.
En la época de la recuperación después de la guerra, se vendieron varias hembras a los norteamericanos, así nació el akita americano. La raza presentaba rasgos exteriores procedentes del pastor alemán y del mastín; por esto algunos aficionados a la raza no la consideraban como una raza japonesa primitiva, y se dedicaron a eliminar estos rasgos extranjeros. Se cruzaron los Matagi Akita, con lo que consiguieron restaurar la gran raza pura que hoy conocemos.
El Akita inu es el más alto de los perros japoneses y ha sido símbolo de riqueza y prestigio (poseer un akita era un honor solo permitido a la nobleza) y símbolo o talismán de buena suerte (tanto que una estatuilla del akita se da cuando nace un bebé o cuando alguien se enferma).

## Apariencia

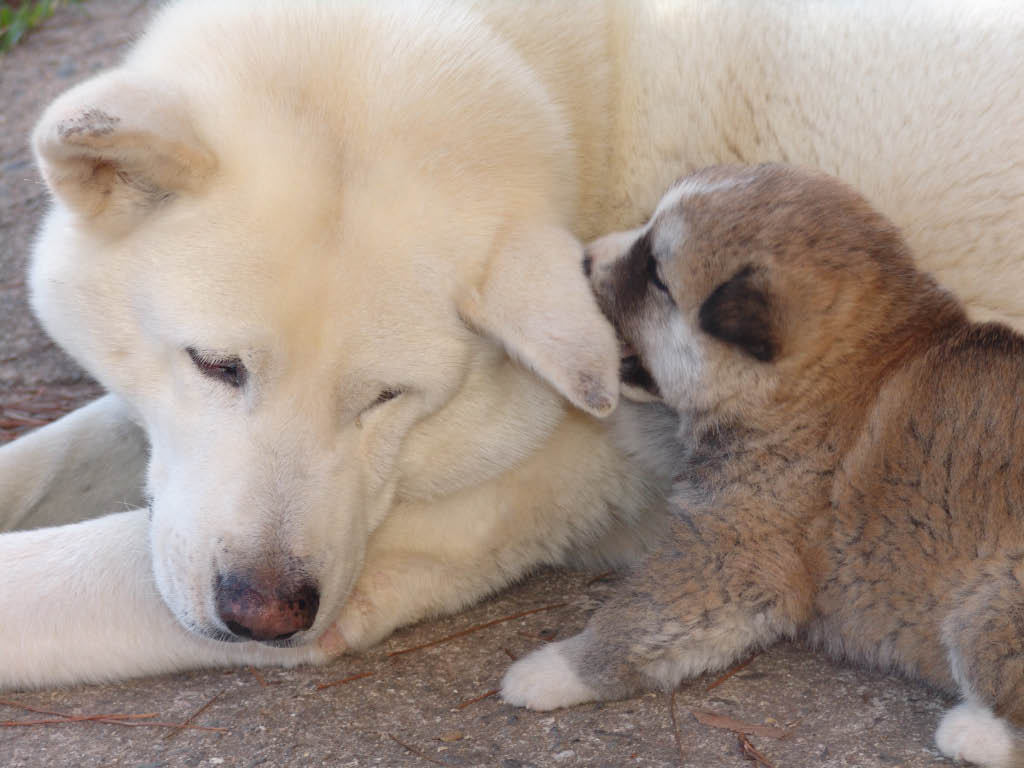
Un akita blanco y su cachorro.

Es un perro grande y de constitución fuerte, equilibrado y capaz de realizar la labor de un ejemplar grande. Es un poco más largo que alto, tiene el pecho ancho y profundo, y el lomo nivelado. Su movimiento debe ser flexible y poderoso. Su pelaje puede tener cuatro colores: rojo, sésamo, atigrado o blanco puro.
El tamaño de su cráneo es proporcional al de su cuerpo. La frente y el cuello es grueso y musculoso. Las orejas son relativamente pequeñas, triangulares y paradas, de preferencia si están inclinadas hacia adelante. La trufa (nariz) es generalmente de color negro y los belfos son de color negro, aunque la lengua generalmente es rosada.
Los ojos son pequeños, a veces distantes entre sí, casi triangulares, de color café. Posee un dorso recto y firme, con una región renal amplia y musculosa. Tiene el tórax profundo, costillas arqueadas y abdomen perfectamente levantado. Las extremidades anteriores y posteriores deben estar bien desarrolladas y ser fuertes para poder desenvolverse bien en todas las actividades. Los pies son macizos, redondos y bien cerrados, sus uñas son duras. Tiene patas palmípedas como los gatos y es un excelente nadador. La cola es de implantación alta, gruesa y llevada vigorosamente enroscada sobre el lomo. El pelo que cubre la cola es más largo que el que recubre el resto del cuerpo.
El pelaje, doble y grueso, es áspero y corto. La capa interna es de pelo grueso y suave, las variedades de color son rojo, atigrado y blanco. Todos los colores  (excepto el blanco) deben tener urajiro (pelo blancuzco a los lados del hocico, en las mejillas, debajo de la mandíbula y en el cuello, en el pecho, abdomen, debajo de la cola y en la parte interna de las patas). Normalmente mide de 64 a 71 cm de alto. Las hembras llegan a pesar de 30 a 49 kg, y los machos de 34 a 53 kg.
La reconstrucción actual para volver al tipo japonés, toma como base ejemplares de la línea ichinoseski, utilizando además, Spitz japoneses para recuperar características propias del antiguo akita.

## Temperamento
Tiene un carácter reservado y silencioso, permanecerá impasible en situaciones irritantes, de poca importancia. En la relación con otros perros podría asumir el papel dominante, no buscará enfrentamiento a no ser que haya sido retado anteriormente. Debe socializarse desde cachorro, con todo tipo de perros y otros animales que vayan a convivir con él, para así conseguir un perro equilibrado.
Con relación a sus dueños será cariñoso, leal y protector. Tendrá un carácter amistoso con las personas en general a no ser que demuestren malas intenciones. Es una raza que no ladra a no ser que tenga una buena razón, cuando un Akita ladra hay que prestarle atención. Toma especial importancia su instinto protector hacia la familia y sus pertenencias. Pueden vivir en apartamentos, siempre y cuando, se les proporcione ejercicio diario.

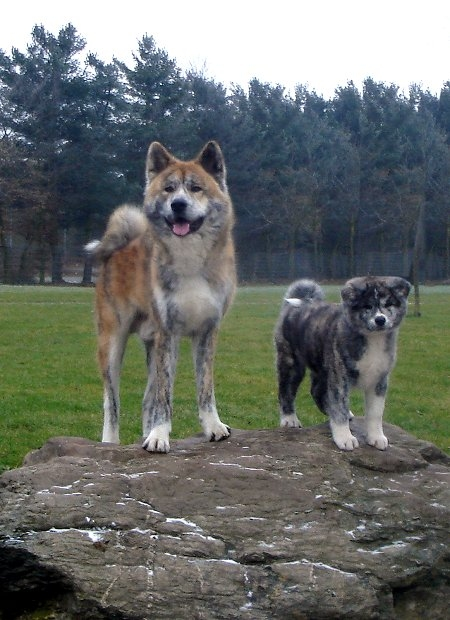
Akita adulto y cachorro de color atigrado.

A nivel inteligencia, el akita ocupó el puesto 54 en la clasificación de Stanley Coren acerca de la inteligencia de los perros.

## Salud
Encuestas en Reino Unido, Estados Unidos y Canadá mostraron que el akita tiene una esperanza de vida de unos diez años, que es similar a otras razas de su tamaño.
En una encuesta del 2004 del Kennel Club del Reino Unido, las causas más comunes de muerte fueron el cáncer (32 %) y problemas cardíacos y gastrointestinales (14 %), incluyendo hinchazón, torsión gástrica (14 %). Según una encuesta de salud hecha entre 2000 y 2001 en Estados Unidos y Canadá, las causas más comunes de muerte fueron el cáncer (21 %), GDV (hinchazón/torsión, 21 %), problemas osteomusculares (15,5 %) y enfermedades autoinmunes (7 %).

## Ejemplares célebres
Hachikō: el akita que en la década de los 30, como muestra de lealtad, esperó casi 10 años el regreso de su amo que había fallecido. En Japón, en el año 1987, se hizo una película llamada Hachikō Monogatari, basada en la historia real. También hay una adaptación al inglés, con el título Siempre a tu lado, Hachiko, protagonizada por el célebre actor Richard Gere.
Yume: hembra akita mascota de Vladímir Putin, presidente de Rusia.